# 施祖祥
施祖祥，GBS，CBE，ISO，JP（1945年6月23日—2022年5月19日），祖籍廣東省東莞市，已故前香港政府官員，早年加入政府擔任民政主任，後逐漸升為政府高層，1996年離開官場前官至公務員事務司。

## 生平
施祖祥在香港長大，曾就讀喇沙小學（1957年小六）及喇沙書院（1962年中五、1964年中七），中學畢業後到香港大學修讀地理及英語榮譽學士學位。及後入職政府，曾任觀塘民政主任、九龍民政專員，1978年調往布政司署任職。後任憲制事務司、公務員事務司、香港貿易發展局總裁，然後轉投商界任職太古集團，2017年5月退任。亦曾擔任語文教育及研究常務委員會成員、香港旅遊發展局成員、香港物流發展局成員、經濟及就業委員會成員、廉政公署審查貪污舉報諮詢委員會委員、公務員敘用委員會委員。此前，施祖祥在1985年完成史丹福大學行政人員課程，1992年起成為香港行政局議員。
2019年香港反對《逃犯條例修訂草案》運動期間，施祖祥參與聯署呼籲行政長官林鄭月娥撤回《逃犯條例》修訂草案。他認為修例的初心錯誤，把香港與中國內地之間的區隔拆除，令香港失去保障。其後同年7月23日再度聯署，強烈促請政府設立獨立調查委員會，修補撕裂、尋求和解，認為是「唯一公認的最有效方法」；同年9月4日，行政長官林鄭月娥宣佈撤回該修訂建議，唯仍拒絕設立獨立調查委員會。
2022年5月19日清晨，施祖祥去世。離世前早於2003年開始接受癌症治療。

## 個人生活
施祖祥生前已婚，妻子為香港華仁書院前英文及地理科教師莫美嫻 (May Mok)， 兩人於港大讀書時認識，其後於1973年在跑馬地聖瑪加利大堂結婚，育有一名女兒、臨床心理學家施敏珊（Karen）。

## 榮譽
- 非官守太平紳士（1997年）
- 金紫荊星章（2004年）[13]